# Campeonato Uruguaio de Futebol de 1947
O Campeonato Uruguaio de Futebol de 1947 foi a 16ª edição da era profissional do Campeonato Uruguaio. O torneio consistiu em uma competição com dois turnos, no sistema de todos contra todos. O campeão foi o Nacional.

## Classificação[2]
| Pos. | Equipes              | Pts | J  | V  | E | D  | GP | GC | SG  | Classificação ou Rebaixamento |
| ---- | -------------------- | --- | -- | -- | - | -- | -- | -- | --- | ----------------------------- |
| 1    | Nacional             | 27  | 18 | 11 | 5 | 2  | 44 | 15 | 29  | Campeão                       |
| 2    | Peñarol              | 21  | 18 | 9  | 3 | 6  | 41 | 26 | 15  |                               |
| 3    | Rampla Juniors       | 21  | 18 | 9  | 3 | 6  | 35 | 27 | 8   |                               |
| 4    | Defensor             | 21  | 18 | 9  | 3 | 6  | 33 | 28 | 5   |                               |
| 5    | River Plate          | 20  | 18 | 6  | 8 | 4  | 25 | 19 | 6   |                               |
| 6    | Liverpool            | 20  | 18 | 9  | 2 | 7  | 33 | 35 | −2  |                               |
| 7    | Central              | 14  | 18 | 6  | 2 | 10 | 36 | 44 | −8  |                               |
| 8    | Cerro                | 14  | 18 | 5  | 4 | 9  | 28 | 42 | −14 |                               |
| 9    | Montevideo Wanderers | 13  | 18 | 4  | 5 | 9  | 24 | 36 | −12 |                               |
| 10   | Miramar              | 9   | 18 | 2  | 5 | 11 | 19 | 46 | −27 | Rebaixado à Segunda Divisão   |

Promovido para a próxima temporada: Danubio.

## Desempate pela segunda posição
| Equipe 1 | Resultado | Equipe 2       |
| -------- | --------- | -------------- |
| Defensor | 3 – 1     | Peñarol        |
| Peñarol  | 2 – 1     | Rampla Juniors |
| Defensor | –         | Rampla Juniors |

## Premiação
| Campeonato Uruguaio de 1947   |
| ----------------------------- |
| Nacional Campeão (20º título) |